# Lista de motoclubes
Lista dos principais motoclubes brasileiros e mundial que constam na Wikipédia:.

## Motoclubes do Brasil
- Insanos (Osasco - SP)
- Abutre's (São Paulo - SP)
- Bodes do Asfalto (Feira de Santana - BA)

## Motoclubes de outros países
- Hells Angels (EUA)
- Vintage Motor Cycle Club Limited (EUA)
- Yonkers Motorcycle Club (EUA)